# Amaretto

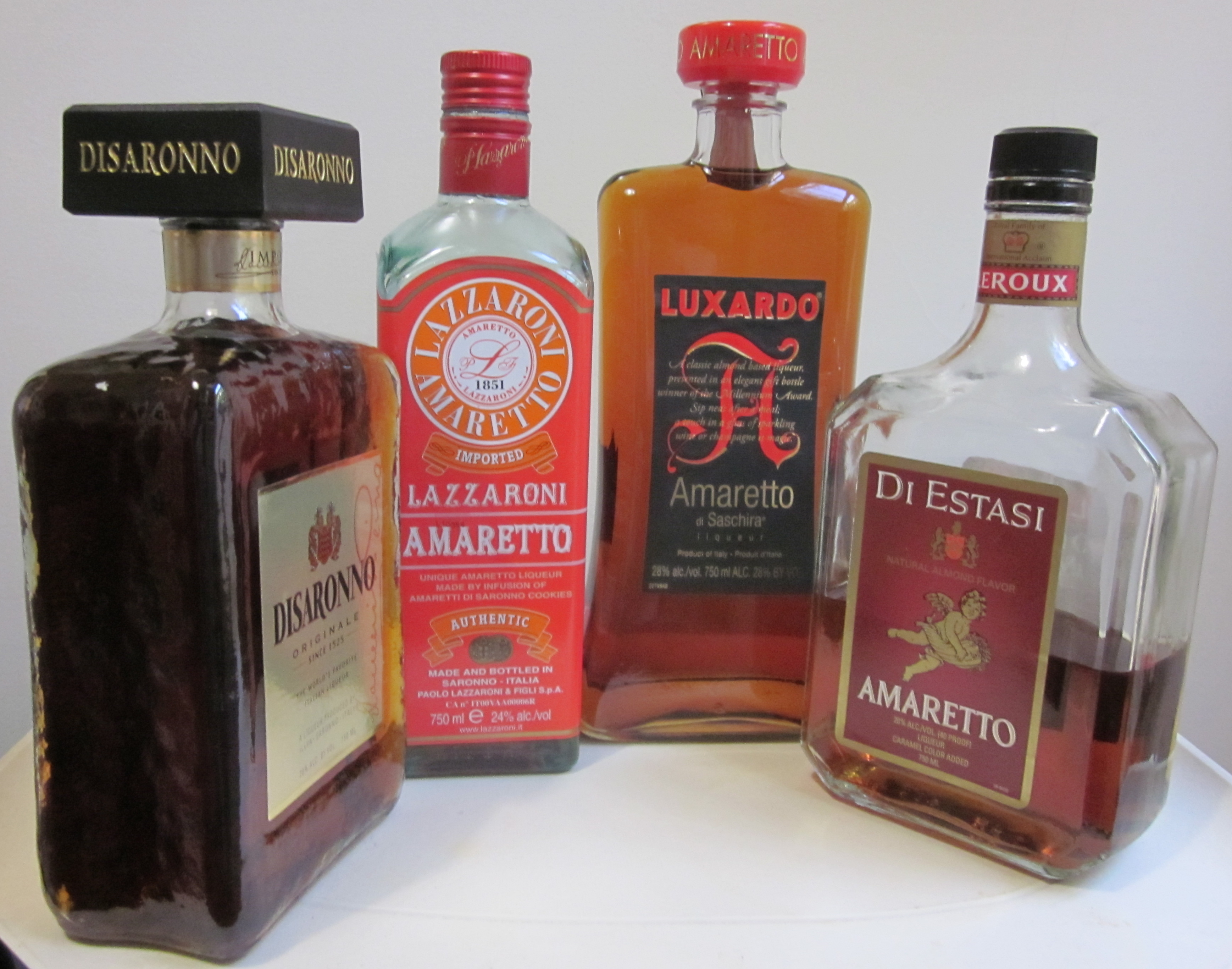
Verschillende flessen amarettolikeur

Amaretto is een zoete likeur met amandelsmaak uit Italië. Amaretto wordt gemaakt met behulp van de pitten van amandelen. De drank bevat ongeveer 28% alcohol. Het is geen destillaat maar een infusie, zoals limoncello. 
De naam amaretto is afgeleid van het Italiaanse woord amaro, dat 'bitter' betekent. De likeur dankt z'n naam aan zijn bittere smaaktinten. Amaretto kan dus vertaald worden met 'een beetje bitter'. Amaretto is niet te verwarren met het eveneens Italiaanse digestief amaro, dat op basis van kruiden gemaakt wordt.

## Gebruik in cocktails
Amaretto leent zich goed voor het gebruik in cocktails:
- French connection: 6 cl cognac en 4,5 cl amaretto (schud in een tot de helft met ijs gevulde shaker)
- Godfather: 4,5 cl whisky en 2,25 cl amaretto (over ijs geschonken)
- Godmother: 6 cl wodka en 3 cl amaretto (over ijs geschonken)
- Honolulu Hammer Shooter: 4,5 cl wodka, 1,5 cl amaretto en 1 scheut ananassap (naar smaak toevoegen en roeren)

## Trivia
Een van de populairste merken is Disaronno originale. De amaretto van dit merk is in vrijwel elke slijterij te vinden en is te herkennen aan zijn karakteristieke vierkante vorm en dop van de fles. Het gerucht gaat dat in 1525 de schilder Bernardino Luini de opdracht had om een fresco van Madonna voor de kerk Santa Maria delle Grazie in Saronno te schilderen. Hij had toen een romantische affaire met een jonge vrouwelijke herbergier die hij als model gebruikte. Zij creëerde de likeur als gift voor haar minnaar. De makers beweren dat het recept sinds die tijd niet is veranderd. De fles is echter in de loop der tijd een aantal keren aangepast voordat de huidige bekende vierkante fles werd ontworpen. Disaronno daarentegen is van amandel- en abrikozenpitten gemaakt.  Ondanks het feit dat er geen wettelijke verplichtingen zijn qua ingrediënten, verwijderde Disaronno in 2001 elke verwijzing naar Amaretto van zijn verpakking, en heet sindsdien "Italian Liqueur".  Gezien de vele reclamecampagnes uit het verleden is de naam "Amaretto Disaronno" echter nog steeds bij het grote publiek ingeburgerd.